# القديس جيروم يكتب
القديس جيروم يكتب (بالإيطالية: San Girolamo)‏ هي لوحة زيتية لكارافاجيو رسمت ما بين سنتي 1605 وسنة 1606 تصور هذه اللوحة القديس جيروم وهو يكتب، تتواجد اللوحة حالياً في معرض بورغيزي في روما.